# Музей історії Тбілісі
Музей історії Тбілісі імені Йосеба Гришашвілі (груз. იოსებ გრიშაშვილის სახელობის თბილისის ისტორიის მუზეუმი) — установа культури Тбілісі.

## Експозиція
Будівля музею має три поверхи. Весь нижній поверх займають магазини сувенірної продукції. На другому поверсі розмістилася постійна експозиція музею. Третій поверх відведено під тимчасові експозиції (творчість сучасних художників та ін.).
У музеї зберігається понад 50 000 експонатів. Постійна експозиція розповідає в основному про Тбілісі XIX століття. Зібрана колекція макетів старих тбіліських будинків, зразки одягу, меблів і посуду того часу.

## Історія

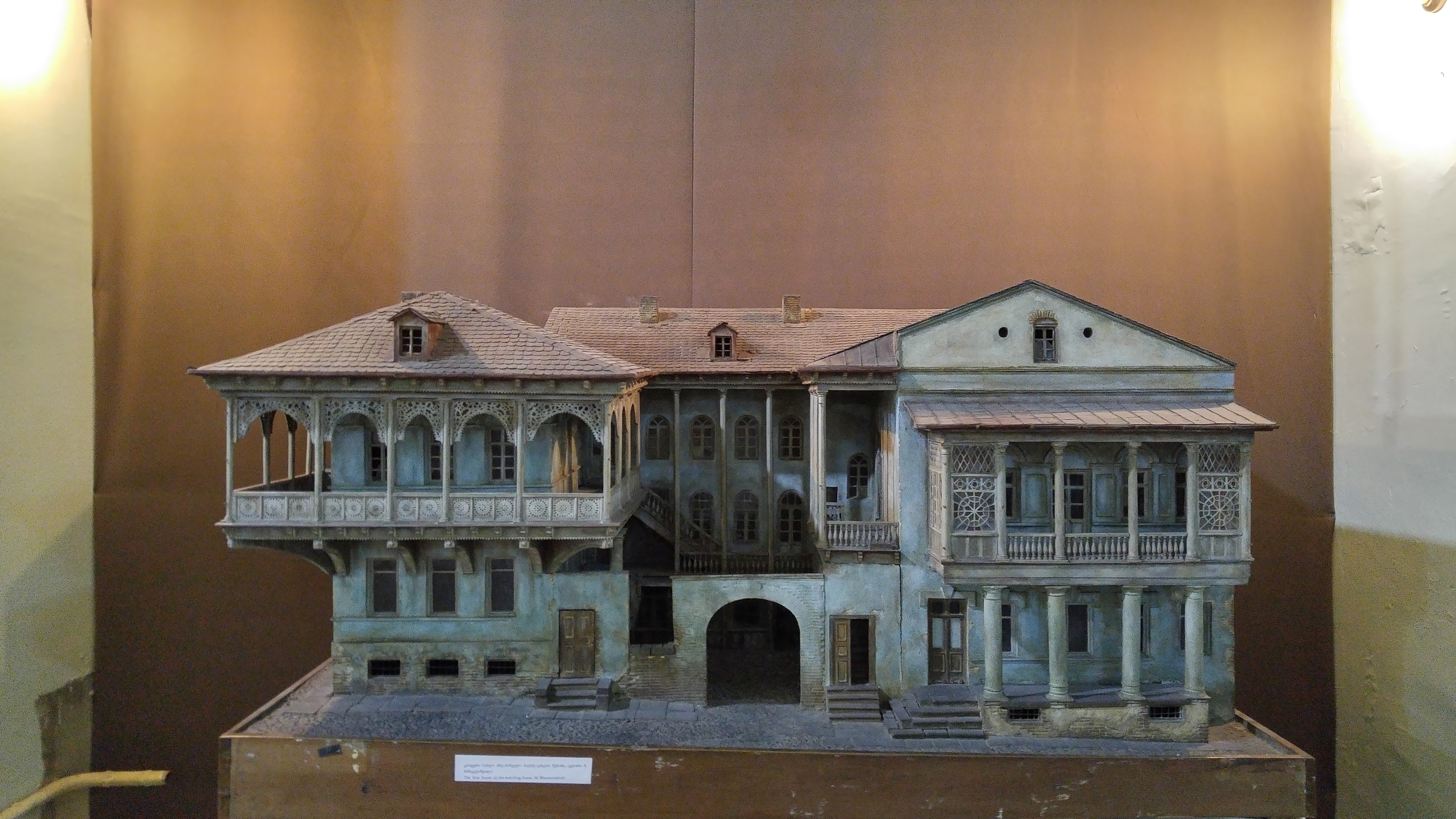
Макет «будинку Лермонтова» (Площа Гудіашвілі, 2)

Музей займає будівлю колишнього караван-сараю Арцруні, побудованого в 1818 році, одного із значних торгових центрів міста того часу. У 1850 році караван-сарай відвідав спадкоємець російського престолу Олександр (майбутній імператор Олександр II).
Музей заснований в 1910 році як муніципальний («Міський музей міста»). У 1924 році музей отримав назву «Музей Тифліського Верховного комітету», а в 1943 році - «Св. Тбіліський державний історико-етнографічний музей». У 1984 році переїхав у відреставровану будівлю колишнього караван-сараю. Ім'я відомого грузинського поета Йосеба Гришашвілі (1889—1965) музей отримав зовсім нещодавно.
Наприкінці 2004 року музей мистецтв Грузії увійшов до єдиної системи управління разом із рядом інших музеїв, що створили Грузинський національний музей.